# Mick Mars
Mick Mars (bürgerlicher Name Robert Alan Deal; * 4. Mai 1951 in Huntington, Indiana) ist ein US-amerikanischer Gitarrist, der als Mitglied der Glam-Metal-Band Mötley Crüe bekannt wurde.

## Leben
Seit seinem 19. Lebensjahr leidet er an Spondylitis ankylosans, einer Krankheit, welche Knochen und Gelenke versteifen bzw. verhärten lässt. Durch diese chronisch entzündliche rheumatische Erkrankung kann er bei Konzerten nicht an der körperlichen Dynamik seiner Bandkollegen teilnehmen, die diese im Rahmen der Bühnenshows von Mötley Crüe an den Tag legen. Im Vergleich zu seinen drei extrovertierten Bandkollegen gilt Mars seit jeher als ruhender Pol innerhalb von Mötley Crüe, nicht zuletzt wegen des Altersunterschieds, denn Mick Mars ist etwa zehn Jahre älter als Sänger Vince Neil und Schlagzeuger Tommy Lee. Es war der Einfall von Mick Mars gewesen, der Rockband den Namen Mötley Crüe zu geben. Zu seinen Lieblingsfilmen zählt Crossroads – Pakt mit dem Teufel mit Schauspieler Ralph Macchio und einem Gastauftritt von Gitarrist Steve Vai von 1986.
Am 19. September 1990 heiratete er Emi Canyn, eine Backgroundsängerin der Band. Da die restlichen Bandmitglieder von Mötley Crüe mit der Beziehung zwischen Emi Canyn und Mick Mars nicht einverstanden waren, entstanden während der Tournee zu dem Album Girls, Girls, Girls starke Spannungen innerhalb des Bandgefüges, weshalb Mars die Glam-Metal-Band deswegen fast verlassen hätte. Während der konfliktreichen Aufnahmen des Albums Generation Swine stand Mick Mars 1997 erneut kurz davor, das Handtuch zu werfen, wegen Meinungsverschiedenheiten zwischen ihm und dem Produzenten Scott Humphrey.
Im Februar 2023 wurde bekannt gegeben, dass Mars aufgrund seiner Krankheit nicht mehr live mit Mötley Crüe auftreten werde und durch John 5 ersetzt wurde.
In der Filmobiographie The Dirt – Sie wollten Sex, Drugs & Rock’n’Roll (2019) über Mötley Crüe wird er von Iwan Rheon gespielt.

## Gitarrenspiel

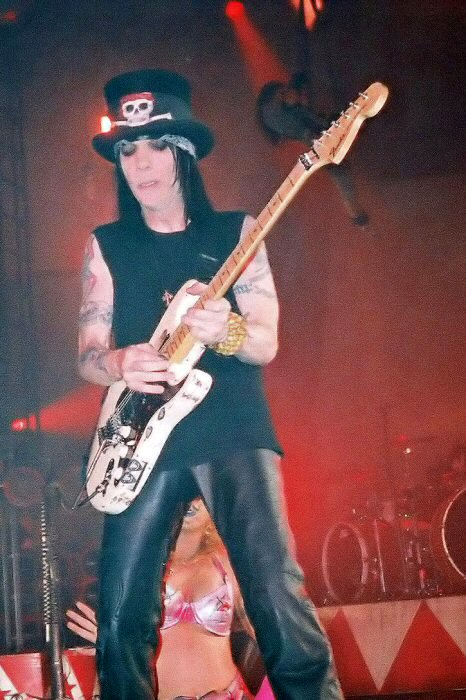
Mick Mars (2005)

Zur Musik fand Mick Mars im Alter von fünf Jahren, als er mit seiner Tante Thelma und seinen beiden Brüdern Frank und Tim einen Jahrmarkt in seiner Heimatstadt Huntington, Indiana, besuchte und dort einem Konzert des Country-Sängers Skeeter Bond beiwohnte, der mit seiner Begleitband Cowboylieder spielte und einen weißen Hut trug. Von Kostüm und Musik Skeeter Bonds tief beeindruckt weckte dieses Erlebnis den nachhaltigen Wunsch in Mick Mars, selbst eine professionelle Laufbahn als Musiker einzuschlagen. In den folgenden Jahren bekam Mick Mars jeweils zu Weihnachten verschiedene Gitarren geschenkt. Ein Gitarrenlehrer brachte ihm das Spiel darauf bei und studierte mit ihm erste Stücke ein, zum Beispiel My dog has fleas oder Hang down your head Tom Dooley. Bald entschied sich Mick Mars für die Leadgitarre, da er das Spiel von Melodien schätzt, die Rhythmusgitarre, die im Hintergrund steht, interessierte ihn weniger.
Stilistisch ist Mick Mars laut eigener Aussage eher im Blues angesiedelt (ausgeprägtes Slideguitar-Spiel, z. B. bei Primal Scream), seine Soli sind eher langsam und melodisch, jedoch gespickt mit reichlich Pinch Harmonics (künstlichen Obertönen). Zu seinen Lieblingsgitarristen zählt er Jeff Beck. Er spielt verschiedene Gitarren, von Gibson Les Paul über Ibanez-Modelle bis hin zur Stratocaster. Als junger Erwachsener übten die Surfmusik von Dick Dale und die Beatles musischen Einfluss auf ihn aus. In jüngerer Zeit spielt er eine alte American Fender Stratocaster, die er mit zwei Humbucker modifiziert hat (Hals- und Stegposition), und die außerdem mit einem Floyd Rose-Tremolo-System ausgestattet ist, welches er oft benutzt; das beste Beispiel ist der Mötley-Crüe-Titel Dr. Feelgood.
Eine stilistische Besonderheit ist sein flüssiges und rhythmisches Powerchord-Spiel samt schnellen Übergängen in Gitarrensoli und wieder zurück, was einen Rhythmusgitarristen bei Mötley Crüe – nicht zuletzt auch auf eigenen Wunsch hin – stets überflüssig machte.